# Stammmutter

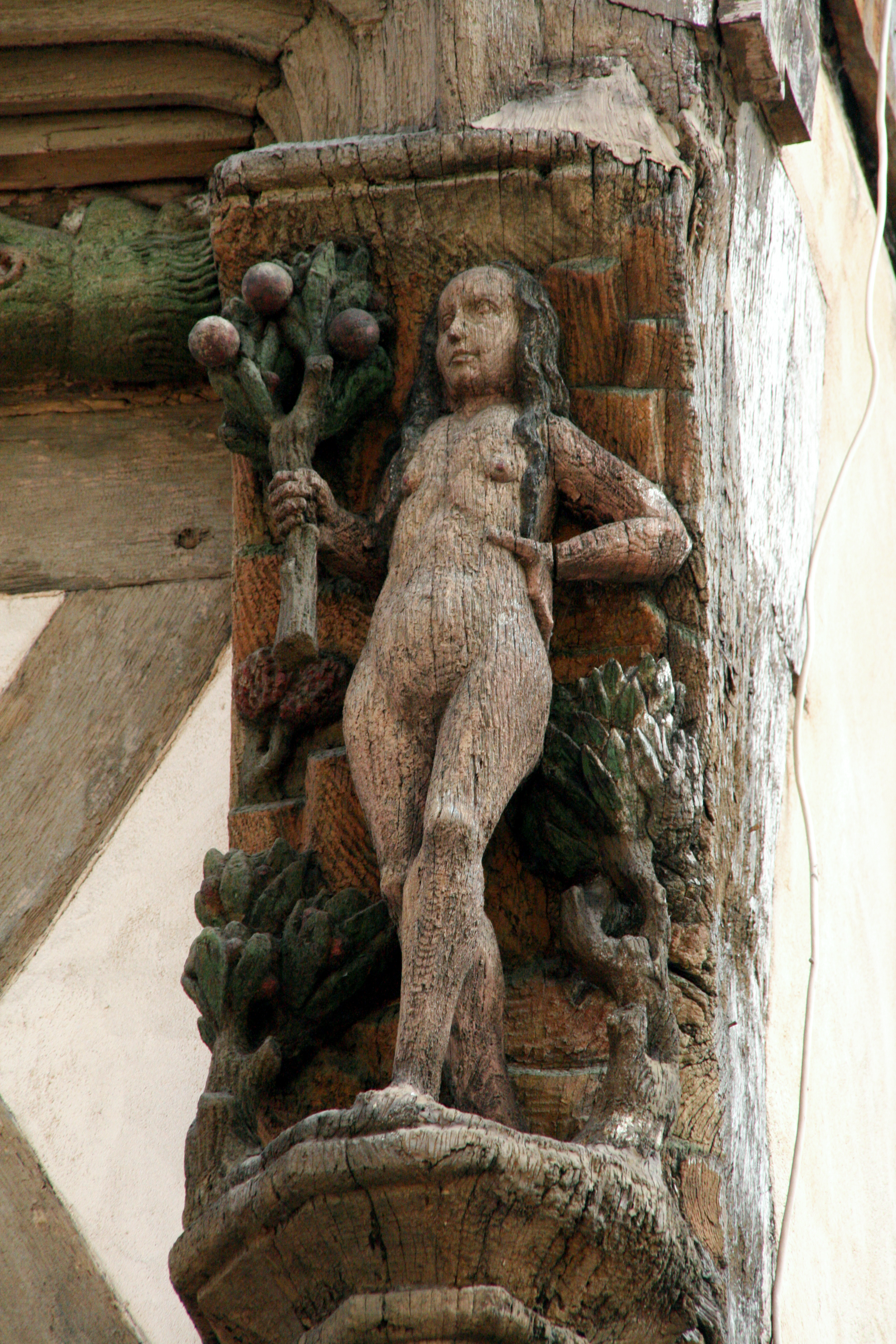
Rilievo della Stammmutter mitologica Eva sulla Maison d'Adam (Casa di Adamo), datato 1491, Angers, Francia (Foto: 2008)

I termini Stammmutter (in italiano progenitrice) o Ahnherrin (in italiano antenata) (parole ormai desuete: Ahnfrau (in italiano "antenata"), Ahnmutter (in italiano "madre ancestrale")) indicano il fondatore umano o mitico di una famiglia, gruppo di discendenza, Sippe o genere, clan, tribù o popolo.
La genealogia intende come Stammmutter la prima Vorfahrin (o Ahnin, antenata) documentata, da cui discende (Abstammung) per sangue un gruppo familiare di discendenti; essa è posta alle "radici" di un albero genealogico o in cima a un elenco genealogico (Stammliste). Mentre le famiglie di discendenza paterna derivano la loro discendenza comune da un Stammvater (progenitore, capostipite), le famiglie e le discendenze matrilineari (matrilineare tramite le madri alle figlie) si riferiscono a una Stammmutter comune. In tutto il mondo, le modalità di discendenza femminile sono presenti in 200 nei 1300 gruppi etnici e popolazioni indigene registrati (confrontare con Clanmutter e i lignaggi materni).
Nei racconti mitici e religiosi, l'idea della Ahnmutter comune di un gruppo sociale serve a rafforzare il loro senso di unione e a distinguerli da altri gruppi e culture (confronta leggende d'origine e miti di fondazione). Nella psicologia analitica di Carl Gustav Jung, la madre primordiale o grande madre (Mutterarchetyp) è considerata un archetipo dell'immaginazione umana che si trova nell'inconscio collettivo (confronta dea madre e magna mater).

## Stammmütterdi dinastie
Mentre in passato si ricercavano soprattutto le linee agnatiche, la genealogia più recente si interessa anche alle Stammmütter biologiche (Elternschaft) delle famiglie e delle casate nobiliari.
All'interno dei lignaggi aristocratici, una donna viene solitamente designata come Stammmutter o Ahnherrin (come titolo onorifico) solo se, in qualità di moglie ufficiale, dia un Stammhalter (erede maschio) al Stammvater (progenitore) di una nuova linea principale o collaterale, attraverso la quale viene poi continuata la Mannesstamm (linea maschile). La madre o la nonna di una tale antenata non viene presa in considerazione, e la lo status di Stammmutter è determinata solo dal marito. Un'eccezione si ha con Sofia di Turingia (1224-1275), che è considerata la Stammmutter del Casato d'Assia, poiché fondò il Langraviato d'Assia facendo proclamare langravio il suo unico figlio di tre anni, Enrico, nel 1247 e assicurò a questo i possedimenti in Assia dei Ludovingi nella guerra di successione della Turingia (1247-1264). Tuttavia, Santa Elisabetta, madre di Sofia e patrona della Turingia e dell'Assia, è spesso considerata anche la Stammmutter della casata d'Assia.
Una Stammmutter legalmente riconosciuta è Sofia del Palatinato (1630-1714) come Ahnherrin della famiglia reale britannica: secondo l'Act of Settlement del 1701, tuttora in vigore, solo i suoi discendenti naturali (protestanti) potranno in futuro essere considerati successori al trono; dal 2013 le figlie hanno lo stesso status dei figli maschi (vedi Successione al trono nel Regno Unito).
Altri famosi esempi dell'area culturale europea:
- Oda di Sassonia († 973) è considerata la Stammmutter dei Billunghi ed è un'antenata di quasi tutte le case reali e principesche europee
- Adelaide d'Aquitania (950-1004) è considerata la Stammmutter dei Capetingi, la più antica dinastia regnante ancora esistente in Europa
- Ita di Lotaringia (995-1035) è considerata la Stammmutter degli Asburgo
- Ildegarda di Egisheim (1024-1094) è considerata la Stammmutter degli Staufer
- Matilda d'Inghilterra e di Normandia (1102-1167), chiamata anche Imperatrice Matilde, è considerata la Stammmutter della stirpe dei Plantageneti e di tutti i monarchi inglesi e britannici dopo il 1154
- Elena di Danimarca (1180-1233) è considerata la Stammmutter dei giovani Welfen, fino al 2014 la discendente Carolina di Monaco era conosciuta come la principessa ereditaria dei Grimaldi
- Elisabetta di Baviera-Landshut (1383-1442) è considerata la Stammmutter degli Hohenzollern
- Caterina di Valois (1401-1437) è considerata la Stammmutter dei Tudor
- Giuliana di Stolberg (1506-1580)  è considerata la Stammmutter della casa reale olandese in carica

## Stammmüttermitologici

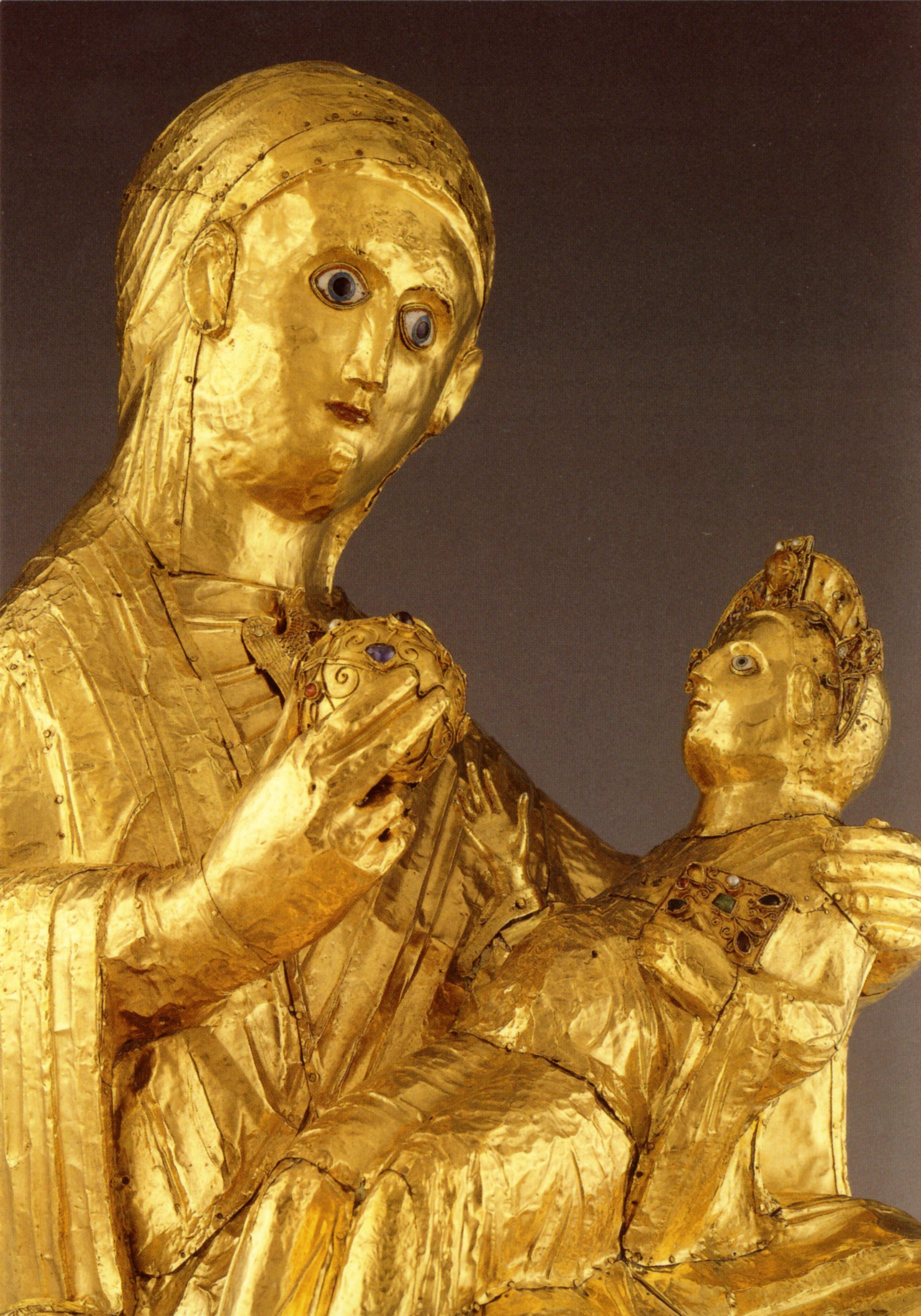
Madonna d'oro, interpretata come "Nuova Eva" (particolare della statua dorata del 980, tesoro della cattedrale di Essen, 2008)

Nella Genesi, la donna di nome Eva (chawwāh "madre di tutti gli esseri viventi") è indicata insieme ad Adamo come i "Stammeltern" (progenitori) dell'umanità, ed è considerabile la Stammmutter per eccellenza. Storie simili si possono trovare in molti popoli, ad esempio, nella mitologia norrena, Aske ed Embla sono considerati i Stammeltern di tutti gli uomini, mentre tra i greci solo Pirra e suo marito Deucalione sopravvivono al diluvio universale.
Le figure femminili Sara, Rebecca, Lia e Rachele sono considerate le “Erzmütter” (arcimadri, si veda la pagina Erzelternerzählung) degli israeliti. La moabita Rut, antenata del re Davide, è menzionata nel Vangelo secondo Matteo come una delle quattro Stammmutter di Gesù di Nazaret.
Si ritiene che la schiava egiziana Agar sia la Stammmutter degli arabi attraverso suo figlio Ismaele. Fatima, figlia di Maometto, da cui derivano tutti i suoi discendenti, è considerata la Stammmutter di tutti gli imam sciiti dopo il marito Ali.
Lanassa - una (pro-)nipote del leggendario eroe greco Eracle - è considerata nella tradizione antica la mitica antenata della casa reale dei Molossi dell'Epiro, nella penisola balcanica.
In tutto il mondo esistono numerose dee della terra da cui discendono (Abstammung) popoli etnici o religioni. Una forma primitiva è la dea madre, da cui si dice discendano tutti gli esseri umani (vedi anche Magna Mater, Chthonismus, Ipotesi Gaia).
Esempi famosi di dee:
- la dea dell'amore Venere, era considerata un'antenata degli altrimenti militaristi romani con l'epiteto di Genetrix, inoltre Giulio Cesare e la sua gens Iulia la rivendicarono come Stammmütter diretta (il simbolo di Venere ♀ per la femminilità deriva da lei: questo simbolo è semplicemente, una versione stilizzata di uno specchietto)
- la dea del sole Amaterasu è tuttora considerata l'antenata della famiglia imperiale giapponese, la più antica monarchia ereditaria ininterrotta del mondo
- Si ritiene che Ila, nuora[traduzione di Schwiegerkind?] del dio della luna indù, sia la Stammmutter dell'intera dinastia lunare Chandravamsha, da cui derivano ancora oggi i gruppi familiari indiani

## Stammmuttergenetico di tutti gli esseri umani
La prima "Stammmutter" degli esseri umani è stata calcolata con l'archeogenetica: la cosiddetta "Eva mitocondriale" visse in Africa circa 175.000 anni fa (± 50.000) ed è biologicamente imparentata con tutti gli esseri umani attualmente viventi attraverso la discendenza (Abstammungslinie) ininterrotta dei suoi discendenti. La base di questo calcolo è l'eredità delle informazioni ereditarie dai mitocondri (piccole centrali energetiche nelle cellule), che avviene solo dalla madre ai figli, cioè non viene trasmessa dai figli maschi. In questo processo, ogni 20.000 anni circa si verifica un leggero cambiamento nelle informazioni genetiche, una mutazione.
Dal materiale genetico umano, molto simile a livello mondiale sotto questo aspetto, è possibile calcolare quando potrebbe essere avvenuta la prima mutazione distintiva. Tutti i mitocondri degli esseri umani attuali discendono da questa madre primordiale (Ur-);le linee ereditarie di tutte le altre donne primordiali si sarebbero quindi estinte nel frattempo.